# Kensey McMahon
Kensey Paige McMahon, född 29 oktober 1999, är en amerikansk simmare.

## Karriär
I juni 2022 tävlade McMahon vid VM i Budapest, där hon slutade på 10:e plats i 25 km öppet vatten-simning. I december 2022 vid kortbane-VM i Melbourne tog McMahon brons på 1 500 meter frisim.